# Буб (село)
Буб — село в Сивинском районе Пермского края России. До 2021 года входило в состав Бубинского сельского поселения, будучи его административным центром.

## Географическое положение
Село расположено в южной части района на расстоянии примерно 9 километров на юг по прямой от села Сива.

## Климат
Климат умеренно-континентальный с продолжительной снежной зимой и коротким, умеренно-теплым летом. Среднегодовая температура + 1,7оС. Средняя температура июля составляет +17,7оС, января −15,1оС. Среднее годовое количество осадков составляет 586 мм.

## История
Село упоминается с 1795 года как сельцо Бубинское (один центров имений помещиков Всеволожских). Статус села получило в 1863 году, когда здесь была построена церковь. В советское время работал колхоз им. Ленина.

## Население
| 2010 | 2021  |
| ---- | ----- |
| 987  | ↗1013 |

Постоянное население составляло 1035 человек в 2002 году (96 % русские), 987 человек в 2010 году.